# Посёлок Талызинского совхоза
 Талызинского совхоза  — поселок в Сеченовском районе Нижегородской области. Входит в состав Верхнеталызинского сельсовета.

## География
Село находится в юго-восточной части Нижегородской области на расстоянии приблизительно 9 километров по прямой на юг от села Сеченова, административного центра района. 

## История
Совхоз «Талызинский» создан был в 1962 году. Прежнее название поселка Дружба.

## Население
Постоянное население составляло 232 человека (русские 94%) в 2002 году, 200 в 2010.